# James Clark (gouverneur)
Pour les articles homonymes, voir James Clark et Clark.
James Clark (16 janvier 1779 – 27 août 1839) est un ancien gouverneur du Kentucky.